# Sassacus biaccentuatus
Sassacus biaccentuatus là một loài nhện trong họ Salticidae.
Loài này thuộc chi Sassacus. Sassacus biaccentuatus được Eugène Simon miêu tả năm 1901.